# Noah Edjouma
Noah Edjouma (* 4. Oktober 2005 in Clamart, Département Hauts-de-Seine) ist ein französischer Fußballspieler. Er spielt beim FC Toulouse und ist französischer Nachwuchsnationalspieler.

## Karriere

### Verein
Der Sohn eines kamerunischen Vaters und einer marokkanischen Mutter wurde in Clamart im Umland von Paris geboren. Im Alter von vier Jahren zog er mit seiner Familie nach Lavaur im Département Tarn, wo er beim örtlichen Verein Lavaur FC mit dem Fußballspielen begann. 2013 wechselte er im Alter von acht Jahren in die Jugendakademie des FC Toulouse. Bei diesem Klub unterschrieb Edjouma im März 2023 seinen ersten Profivertrag.
Seinen ersten Einsatz im Profibereich hatte Edjouma am 7. Januar 2024 im Zweiunddreißigstelfinale der Coupe de France beim Fünftligisten Chambéry SF, als er in der 82. Minute eingewechselt wurde.
Am 9. Februar 2025 erzielte Edjouma in einem Spiel der Ligue 1 gegen den AJ Auxerre sein erstes Tor als Profi. Nachdem er in der 69. Spielminute für Zakaria Aboukhlal eingewechselt worden war, traf er in der Nachspielzeit für sein Team zum Endstand von 2:2.

### Nationalmannschaft
Edjouma bestritt im November 2022 zwei Spiele für die französische U-18-Auswahl gegen Italien.
Im September 2024 wurde Edjouma von Trainer Bernard Diomède erstmals in die U20-Nationalmannschaft berufen.
Anlässlich der U-21-Europameisterschaft 2025 in der Slowakei berief ihn Trainer Gérald Baticle in das französische Aufgebot.